# Now (album Black Uhuru)
Now – trzynasty album studyjny Black Uhuru, jamajskiej grupy muzycznej wykonującej roots reggae.
Płyta została wydana w roku 1990 przez amerykańską wytwórnię Mesa / Bluemoon Recordings. Nagrania zostały zarejestrowane w studiu Channel One w Kingston. Ich produkcją zajął się Terry Rindal we współpracy z Tonym "Asha" Brissettem.
19 maja 1990 roku album osiągnął 2. miejsce w cotygodniowym zestawieniu najlepszych albumów world music magazynu Billboard (ogółem był notowany na liście przez 12 tygodni).
W roku 1991 krążek został nominowany do nagrody Grammy w kategorii najlepszy album reggae. Była to czwarta nominacja do tej statuetki w historii zespołu.

## Lista utworów
1. "Heathen"
2. "Peace & Love"
3. "Army Band"
4. "Take Heed"
5. "Reggae Rock"
6. "Thinking About You"
7. "Imposter"
8. "Freedom Fighter"
9. "Word Sound"
10. "Hey Joe"

## Muzycy

### Black Uhuru
- Duckie Simpson - wokal
- Don Carlos - wokal
- Rudolph "Garth" Dennis - wokal

### Instrumentaliści
- Frank Stepanek - gitara
- Chris Meredith - gitara basowa
- Leebert "Gibby" Morrison - gitara basowa
- Christopher "Sky Juice" Blake - perkusja
- Sydney Wolfe - perkusja
- Noel Davis - fortepian
- Tony "Asha" Brissett - keyboard

### Gościnnie
- Ived "Sen-C" Campbell - chórki